# Thaleropis trigona
Thaleropis trigona är en fjärilsart som beskrevs av Holland 1892. Thaleropis trigona ingår i släktet Thaleropis och familjen praktfjärilar. Inga underarter finns listade i Catalogue of Life.